# Josep Lapeyra i Rubert
Josep Lapeyra i Rubert   (Barcelona, 23 de desembre de 1861 - Barcelona, 17 de juny de 1924) fou un compositor català.

## Biografia
Fou fill d'Enric Lapeyra i Desmestre (1832-1888) i de Teresa Rubert. Va ser batejat a la Catedral de Barcelona amb els noms de Josep Domènec Dionís. Va ser alumne d'Anselm Barba i Josep Rodoreda. Estrenà obres simfòniques, com La fada de Roses (1892), i líriques, com Colometa la gitana, Hydromel (1892), etc. El 1896 fundà, amb Joan Gay, la Institució Catalana de Música. Va escriure cançons catalanes, com La filadora, Primavera, etc., i harmonitzà cançons i ballets populars.
L'any 1891 fou un dels fundadors de l'Orfeó Català.
Es va casar amb Dolors Oliva i Piñol el 19 de novembre de 1898. La professora de l'Orfeó Català Emerenciana Wehrle fou família política de Josep Lapeyra, casada amb el seu germà Enric Lapeyra i Rubert.